# Ribnik (Bosnia y Herzegovina)
La municipalidad de Ribnik se localiza dentro de la región de Banja Luka, dentro de la República Srpska, en Bosnia y Herzegovina.

## Localidades
Esta municipalidad de la República Srpska, localizada en Bosnia y Herzegovina se encuentra subdividida en las siguientes localidades a saber:
- Busije
- Crkveno
- Čađavica
- Donja Previja
- Donja Slatina
- Donji Ribnik (Ribnik)
- Donje Ratkovo
- Donje Sokolovo
- Donji Vrbljani
- Dragoraj
- Dubočani
- Gornja Previja
- Gornje Ratkovo
- Gornja Slatina
- Gornje Sokolovo
- Gornji Ribnik (Ribnik)
- Gornji Vrbljani
- Jarice
- Ljubine
- Rastoka
- Sitnica
- Sredice
- Stražice
- Treskavac
- Velečevo
- Velijašnica
- Velije
- Zableće

## Geografía
El municipio de Ribnik se eleva a una altitud de entre 300 y 1.650 m de altitud. Está rodeado por las montañas Dimitor y Podovi por el este, mientras que por el sur están las montañas de Crna Gora, Klekovača y al oeste Srnetica. Las montañas están densamente arboladas, los bosques representan el 64% del territorio municipal.
El municipio está rodeado por las municipalidades de Oštra Luka, en el norte, Banja Luka y Mrkonjić Grad al este, por el sur con Glamoč, Istočni Drvar, y Petrovac (República Srpska) y al oeste con Ključ.

## Demografía
Si se considera que la superficie total de este municipio es de 507 kilómetros cuadrados y su población está compuesta por unas 10.563 personas, se puede estimar que la densidad poblacional de esta municipalidad es de veintiún habitantes por cada kilómetro cuadrado de esta división administrativa.